# 婆抋
婆抋（占語名：Po Nraop，？—1653年），是賓童龍占婆的一位君主。1651年至1653年在位。
1653年，婆抋侵略阮主轄下的富安。阮福瀕派該奇雄祿為統兵、舍差明武為參謀，領兵三千前去討伐。兵至富安雄祿力排眾議，決定速戰速決發起突襲。阮軍越過石碑山虎揚嶺，直搗賓童龍都城，乘夜火攻，大破之。婆抋逃走，阮軍略地至潘郎江一帶。婆抋派兒子壳婆恩請求投降。阮福瀕與他約定以潘郎江為界河，以東為阮主界，以西為占婆界。阮主在江之東岸設置泰康府、延寧府和泰康營。
婆抋在此次事件後不久即死去，占婆陷入混亂中，此後的兩個國王都是越南人的傀儡。直至後來，婆爭起兵反抗越南人統治。